# Chrysosplenium wuwenchenii
Chrysosplenium wuwenchenii är en stenbräckeväxtart som beskrevs av Z.P. Jien. Chrysosplenium wuwenchenii ingår i släktet gullpudror, och familjen stenbräckeväxter. Inga underarter finns listade i Catalogue of Life.